# Pavlivka, Djankoi
Pavlivka (în ucraineană Павлівка) este un sat în comuna Novokrîmske din raionul Djankoi, Republica Autonomă Crimeea, Ucraina.

## Demografie
Componența lingvistică a localității Pavlivka
     Rusă (56,95%)
     Tătară crimeeană (27,35%)
     Ucraineană (15,47%)
     Alte limbi (0,22%)
Conform recensământului din 2001, majoritatea populației localității Pavlivka era vorbitoare de rusă (56,95%), existând în minoritate și vorbitori de tătară crimeeană (27,35%) și ucraineană (15,47%).